# ПАОК (футбольний клуб)
ПАОК (грец. ΠΑΟΚ) — грецький футбольний клуб з міста Салоніки. Один з найуспішніших клубів країни.
ПАОК заснований 1926 року грецькими переселенцями із Константинополя (див. Греко-турецький обмін населенням). Домашній стадіон від 1960-х років — «Тумба».

## Історія

### Заснування клубу
У 1922 році, коли у Салоніки прибули константинопольці, більшість з них воліли влаштуватися в центрі міста, оскільки вони звикли до міських зручностей у Стамбулі. Переселенці утворили невеликі спільноти і наступним кроком стало їх об'єднання в клуб. «Союз константинопольців Салонік» був заснований у травні 1924 року.
В червні 1925 року було утворено спортивний клуб Союзу константинопольців Салонік. Президентом став Фануріос Візантіос, а до ради директорів увійшли Нікос Петропулос і Арістідис Місіос. В кінці грудня 1925 року футболісти клубу разом з керівництвом висловили бажання відокремити спортивну секцію від центрального культурного товариства. Створення АЕК Салоніки викликало протести і зважаючи на те, що відокремлення спортивних секцій могло бути санкціоновано тільки рішенням загальних зборів, а не ради директорів, процес був скасований і сформувалося два напрямки. Тодішній голова спортивного комітету Союзу константинопольців, Нікос Петропулос зібрав на своїй стороні тих, хто не бажав поділу. 7 березня 1926 року відбулися Загальні збори, щоб вирішити проблему, що виникла в грудні 1925 року. Набравши 92 голоси, Нікос Петропулос отримав таку ж кількість голосів, що і Арістідіс Місіос, який підтримував його позицію і був призначений президентом. Футболісти, які ініціювали поділ, не погодилися з таким результатом і опублікували в газетах наступний протест: «Заявляємо про те, що ми підкорялися і підкоряємося першій і законній Раді директорів і діємо згідно з її розпорядженням. Ми не бажаємо знаходиться під вашим керівництвом, навіть якщо воно було законно оформлено». У відповідь нова Рада директорів АЕК Салоніки викреслила футболістів, підписавших заяву і подала їх справу в союз футбольних асоціацій Македонії і Фракії. 30 березня 1926 року в клубі константинопольців зібралися Т. Тріандафіллідіс, К. Коемтзопулос, К. Крітікос, М. Теодосіадіс, Іоакім Іоакімопулос, Ар. Дімітріадіс, Α. Ангелопулос і М. Цулкас, які підписали протокол про заснування нового спортивного клубу. 5 квітня пройшли Загальні збори, в яких взяли участь і футболісти команди. 20 квітня 1926 року рішенням першої інстанції міста Салоніки визнав ΠΑΟΚ.

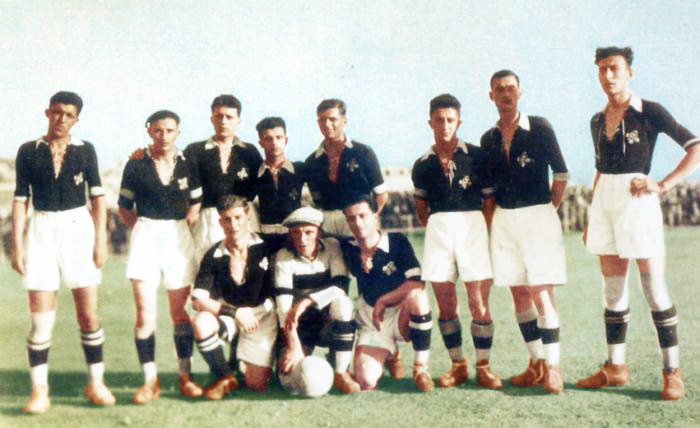
ΠΑΟΚ в 1926 році
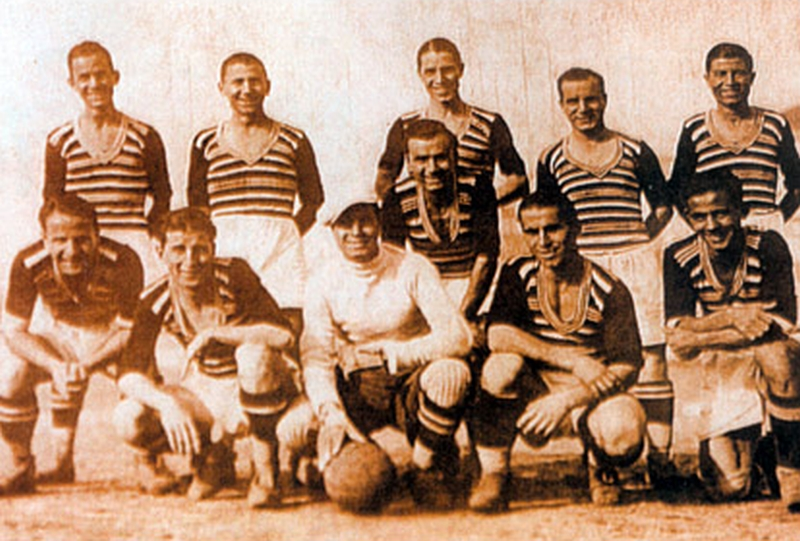
ΠΑΟΚ в 1937 році

### Перші проблеми
Реакція на поділ і появу АЕКа Салоніки і ПАОКа викликала глибокий розкол і новий клуб зіткнувся з безліччю проблем. Його керівництво хотіло змінити ситуацію і 28 липня 1926 року скликало на загальні збори всі товариства Салонік, щоб запропонувати створення нового Союзу футбольних асоціацій, який би підпорядкував собі тільки команди Салонік, а центральне керівництво залишив би Союзу Македонії і Фракії. ПАОК звинуватили в заколоті за проведення «сектантської молитовні», як назвав це зібрання Союз футбольних асоціацій Македонії і Фракії. Клуб був покараний дискваліфікацією на три місяці з шестимісячним мораторієм. Керівництво команди хотіло показати, що команда є живою частиною спортивного життя Салонік і заявило 50 футболістів на сезон, який починався восени 1926. У сезоні 1926/1927 ПАОК брав участь у чемпіонаті другої ліги Салонік, де грав і АЕК.
Свій перший офіційний матч «Двоголовий» провів 12 грудня 1926 року, в якому переміг «Неа Генеа» з рахунком 3:1. Союз футбольних асоціацій Македонії і Фракії оголосив, що для виходу в першу лігу Салонік ПАОКу потрібно було обіграти всі команди цієї ліги. Йому вдалося це зробити і, ставши чемпіоном другої ліги, ПАОК по черзі обіграв своїх суперників («Термаікос» — «Аріс» — «Атлантас») і в останньому матчі, в межах якого і відбулася церемонія нагородження чемпіонів, здобув перемогу над «Іраклісом» на його стадіоні з рахунком 1:0. Єдиний гол забив Цолакідіс.
У 1928 році клуб вперше брав участь у чемпіонаті першої ліги Салонік, а в сезоні 1930/31 отримав свою першу путівку на першість Греції, де дебютував проти "Олімпіакоса у Піреї (1 лютого 1931 року, поразка 3:1).
У 1928 році між ПАОКом і АЕКом Салоніки знову виник спір, на цей раз за володіння місцем для стадіону, яке врешті-решт дісталося АЕКу, тому що територія виявилася недостатньо великою для будівництва футбольного стадіону.

### Об'єднання з АЕК Салоніки

Двоголовий орел, який символізує константинопольське походження клубу. На відміну від візантійського орла, ПАОК зобразив птаха із закритими, а не розтягнутими крилами, що вказувало на горе про втрачену батьківщину.

У березні 1929 року увінчалася успіхом шестимісячна спроба об'єднання двох команд, вихідців з клубу константинопольців. АЕК Салоніки розпустив свою футбольну секцію і з 1927 року включав тільки класичні спортивні секції. Насправді відбулося поглинання цих секцій, оскільки не було ні акту про злиття, ні акту про розпад клубу АЕК Салоніки. Емблемою ПАОК став двоголовий орел і до нього перейшла інфраструктура АЕК Салоніки разом з полем в районі Сінтрівані, де тепер розташована будівля теологічного факультету.
12 грудня 1930 року, за два дні до муніципальних виборів, відбулася символічна закладка каменю для фундаменту майбутньої футбольної арени «Сінтрівани». Для завершення робіт знадобилося два з половиною роки. Спочатку необхідно було зробити підземний злив вод з гирла Евангелістрії, вирівняти поверхню ігрового поля та прилеглої території. Церемонія відкриття першого стадіону ΠΑΟΚа відбулася 5 червня 1932 року і за нею відбувся поєдинок чемпіонату Салонік з «Іраклісом» (3:2).

### Перші успіхи
У 1937 році ПАОК вперше став чемпіоном Салонік, а в 1938 році воротар Нікос Сотіріадіс став першим гравцем ПАОК, що зіграв за національну збірну. 28 травня 1939 року «двоголовий» перший раз грав у фіналі Кубка Греції, де поступився столичному ΑΕΚу (2:1). На шляху до фіналу на стадіоні «Леофорос Александрас» ПАОК пройшов «Еллас» (Флоріна) (6:1), «Іракліс» (3:2) і «Етнікос» (4:0). В афінському поєдинку ПАОК вийшов вперед на 39 хвилині після голу Арістідіса Апостолу, але АЕК стараннями Хадзіставрідіса і Манетаса повернув хід поєдинку на свою користь і завоював трофей. У складі ПАОК грали: Сотіріадіс, Кукулас, Контопулос, Калоянніс, Ватікіс, Панідіс, Гларос, Бостанзоглу, Арванітідіс, Іоаннідіс-Апостолу, Крітас.
Після другої світової війни ПАОК перегрупував сили і в 1951 році знову опинився на «Леофорос Александрас» в поєдинку за Кубок Греції. На цей раз його суперником був «Олімпіакос», який здобув перемогу 4:0. У складі ПАОК на поле вийшли: Лікаріс, Патакас, Големіс, Арванітіс, Гонгос, Псомас, Васіліадіс, Муратідіс, Дзінопулос, Пападакіс, Еммануїлідіс.

### «Чіко» Віллі і золота епоха
У 1952 році австрійський тренер Віллі Севчик, який грав за ПАОК у 1931 році, створив академію ΠΑΟΚ, де виховувалися знамениті «чіко Віллі», щоб за рахунок правильної роботи розвивати футбольний талант у хлопців з юного віку. Цей новий для тих часів проект увінчався успіхом, адже і з академії клубу вийшли гравці, які залишили свій слід в історії клубу: Леандрос, Сімеонідіс, Яннелос, Маргарітіс, Йоргос Хавагідіс і багато інших.
Створення академії в поєднанні з трансферами ПАОКу на початку 50-х років піднімає рівень команди і формує основу для першого «золотого» покоління в історії клубу. Влітку 1953 року в ΠΑΟΚ прийшли Куйрукідіс, Петрідіс, Прогіос, Герудіс, Керманідіс, Хурвуліадіс, Хасіотіс і Ангелідіс. «Двоголовий» став домінувати в місті і здобув три поспіль чемпіонати Салонік, в основному, стараннями легендарної трійки Гіентзіс, Куйрукідіс, Пападакіс.
В ту епоху ΠΑΟΚ був основним представником Салонік на грецькій футбольній арені і могутня команда 1955 року втретє вийшла у фінал Кубку. І знову доля титулу вирішувалася на «Леофорос Александрас», домашньому стадіоні «Панатінаїкоса», який і був суперником. Завдяки перевазі рідних стін «зелені» здобули верх 2:0.

### Стадіон «Тумба»
У 1957 році почався пошук місця для нового стадіону клубу. У результаті зупинилися на території в районі Тумба, що належала міністерству національної оборони.
Дану ділянку вибрали з двох причин. По-перше, в районі Тумба традиційно селилися втікачі з Малої Азії, а по друге — розмір території, що дозволяв побудувати тут великий стадіон. Після переговорів ПАОК придбав 30 стремм землі і розпочав будівництво нового стадіону. Варто відзначити підтримку вболівальників команди, які добровільно працювали на будівництві й купували спеціальні лотерейні білети, випущені з метою збору коштів на будівництво стадіону.
6 вересня 1959 року «Тумба» вперше відкрила двері, щоб прийняти у себе ПАОК і його вболівальників. Церемонію відкриття зробив міністр національної оборони, а м'яч перед початком матчу з АЕКом був скинутий в центр поля з військового літака. Завершення «Тумби» збіглося зі створення вищої ліги і ΠΑΟΚ почав грати в грецькому чемпіонаті на новому стадіоні. Наступні роки пройшли без особливих успіхів для команди, яка в сезоні 1965/66 року дебютувала в європейських турнірах, зігравши проти «Вінера» в Кубку ярмарків.

### Знаменита команда 70-х
Всі ці роки ПАОК поступово накопичував сили і закладав основи для створення однієї з найкращих команд, які виступали на грецьких стадіонах. Завдяки методичній роботі з молодими і талановитими гравцями «Двоголовий» створив колектив футболістів, які поєднували красивий атакуючий футбол із завоюванням чемпіонських титулів, а їх імена назавжди залишилися на алеї слави ПАОКа.
Команда, ведена Гіоргосом Кудасом, у складі якої грали також Ставрос Сарафіс, Ахіллеас Асланідіс, Дімітріс Парідіс, Костас Йосифідіс, Янніс Гунаріс, Хрістос Терзанідіс займав лідерські позиції і встановлювала рекорди, зо існують і донині.
ΠΑΟΚ домігся в ті роки своїх перших титулів. З 1970 по 1974 рік «Двоголовий» брав участь у п'яти Кубках Греції поспіль, перемігши у двох з них.
Перший титул був здобутий в 1972 році, коли на стадіоні «Караїскакіс» ПАОК переміг «Панатінаїкосом» (2:1). Гіоргос Кудас забив по одному голу на початку і наприкінці зустрічі, за якою спостерігала 34 831 глядача.
Два роки по тому команда, створена Лесом Шенноном, перемогла «Олімпіакос». Основний і додатковий час матчу в Неа Філадельфії завершився внічию 2:2 і «Двоголовий» виявився сильнішим у серії пенальті.

### Безуспішні 90-ті
У 1992 році «Двоголовий» знову вийшов у фінал Кубку, вперше після 1983 року, але поступився в подвійному протистоянні «Олімпіакосу», який зіграв внічию 1:1 на «Тумбі» і переміг 2:0 на «Караїскакіс».
ΠΑΟΚ також дискваліфікували з єврокубків за інциденти на матчі з «Парі Сен-Жермен», а опозиція між президентом клубу Фомасом Вулиносом та фан-клубами призвела до зміни керівництва в 1996 році.
Контрольний пакет акцій клубу перейшов до Йоргоса Бататудіса. Грецький бізнесмен з Евроса, підприємства якого базувалися в Афінах, вражаюче почав свій шлях на посаді голови правління. Придбання зі «Шкоди Ксанті» Зісіса Врізаса влітку 1996 року і перехід Костаса Фратцескоса з ОФІ і Спіроса Марангоса з «Панатінаїкоса» в січні 1997 року змінили ігровий підхід команди, яка вже мала у своєму складі таких класних гравців, як Теодорос Загоракіс, Йоргос Турсунідіс і Нікос Міхопулос. З тренером Ангелосом Анастасіадісом ПАОК провів два блискучих сезони (1996/1997, 1997/1998), в яких легко забезпечував собі участь у Кубку УЄФА.

### Повернення до титулів
У 2001 році, у фіналі Кубку Греції на стадіоні у Неа Філадельфії ΠΑΟΚ здобув чудову перемогу над «Олімпіакосом» (4:2) і через 16 років святкував завоювання ще одного трофея. У Салоніках команду вітали тисячі вболівальників, які заполонили вулиці міста і скандували на честь своїх героїв на вершині Білої вежі.
Два роки по тому ΠΑΟΚ знову став володарем Кубка Греції. В цей раз у фінальному поєдинку на стадіоні «Тумба» команда обіграла «Аріс» з рахунком 1:0 завдяки голу Йоргоса Георгіадіса. Тренером (вже втретє) тоді був Ангелос Анастасіадіс, який увійшов в історію клубу як єдиний чоловік, який завоював титули як футболіст і наставник ПАОКа.

### Епоха Загоракіса

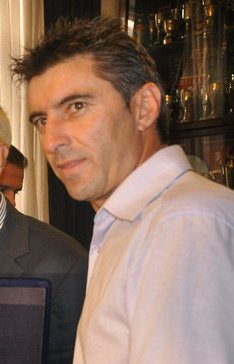
Теодорос Загоракіс

Влітку 2005 року Теодорос Загоракіс в ранзі чемпіона Європи повернувся в команду, звідки він пішов у 1998 році, щоб продовжити свою кар'єру в «Лестер Сіті», АЕКу та «Болоньї». Капітан національної збірної Греції повісив бутси на цвях у 2007 році, але залишився на «Тумбі».
У важкі часи для клубу, який відчував економічні і адміністративні проблеми, він став його президентом, маючи намір повернути команду на вершину. В цьому, крім інших, йому допомагав ще один ветеран ПАОК, Зісіс Врізас.
Об'єднання вболівальників, які з ентузіазмом відгукнулися на ці старання і стали основним джерелом фінансування, що допомогло ПАОКу знову встати на ноги і запросити футболістів високого класу. Команду очолив Фернанду Сантуш, а на «Тумбу» прийшли такі гравці, як Пабло Гарсія, Пабло Контрерас, Златан Муслимович, Вієйрінья, Владан Івіч, Костас Халкіас, Ліно. ΠΑΟΚ зміг створити дієздатний колектив і успішно виступати в єврокубках. У сезоні 2009/2010 команда посіла друге місце у Суперлізі і забезпечила собі участь у відбіркових матчах Ліги чемпіонів, де ледь не пройшла амстердамський «Аякс».
Але найголовнішим завданням, з якою ПАОКу вдалося впоратися, стало будівництво нової спортивної бази. У 2008 році обрали територію в Неа Месімврії, а в 2011 році була завершена перша фаза робіт і «Двоголовий» почав тренуватися на новій базі.

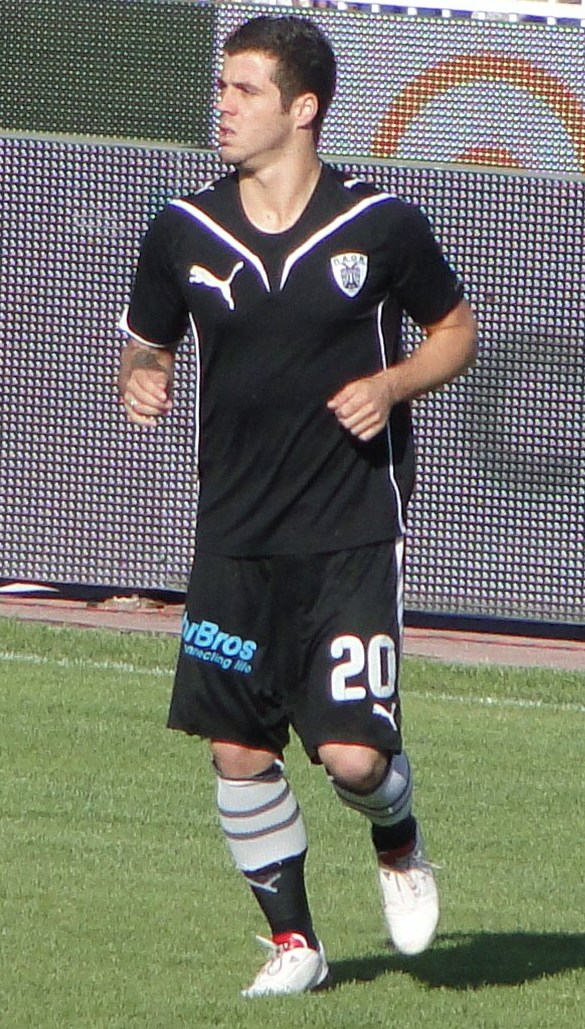
Вієйрінья
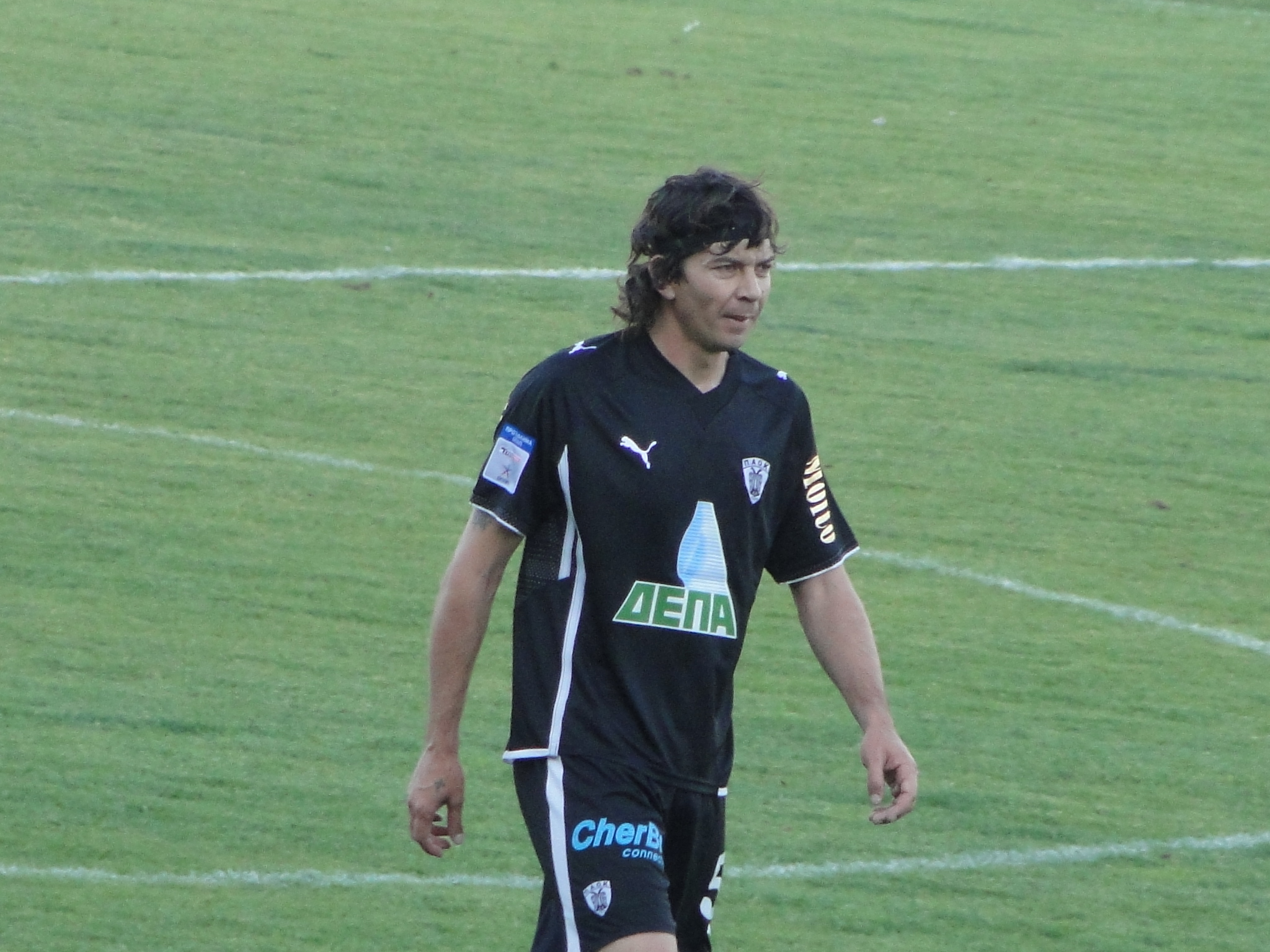
Пабло Гарсія
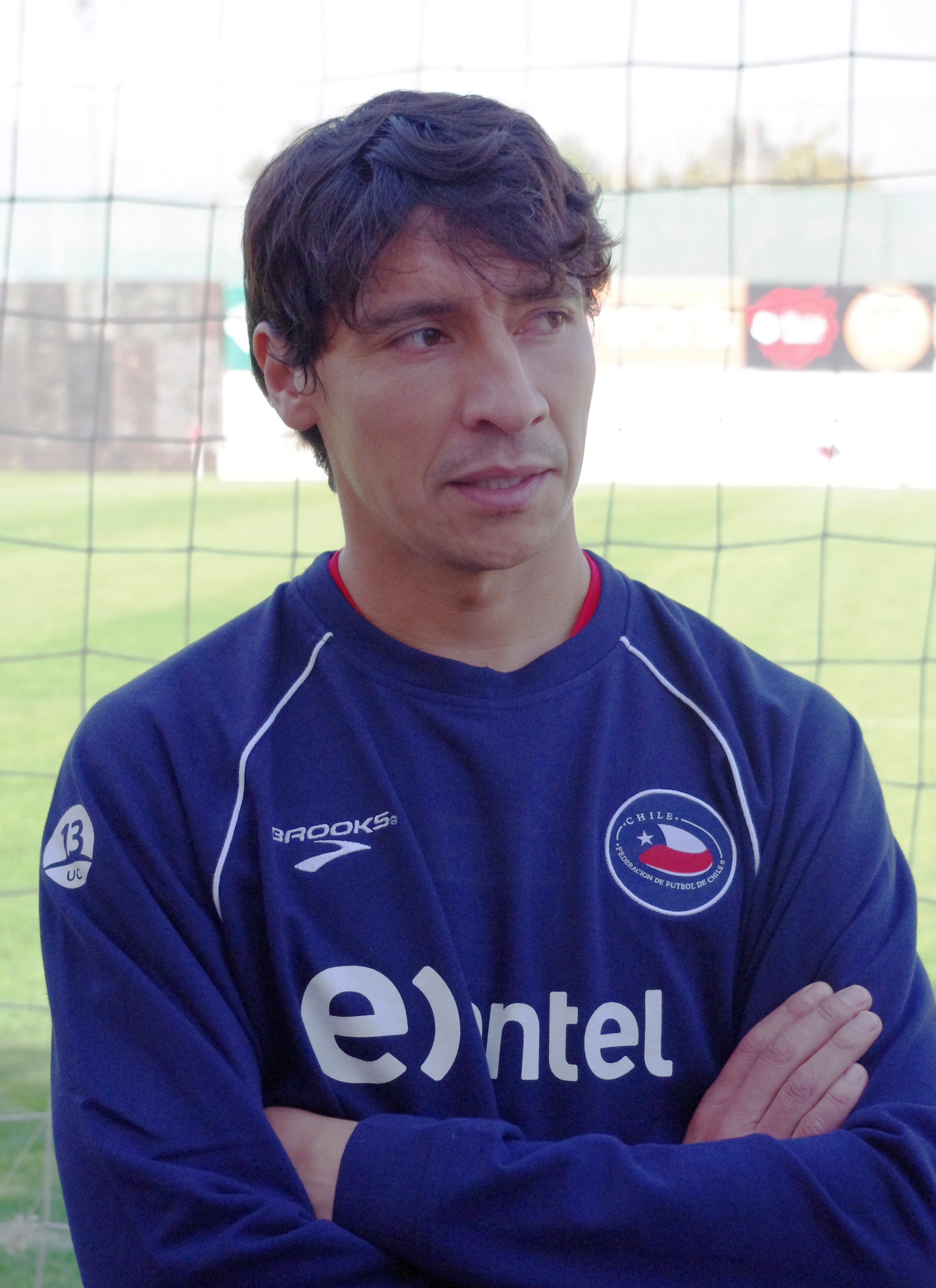
Пабло Контрерас
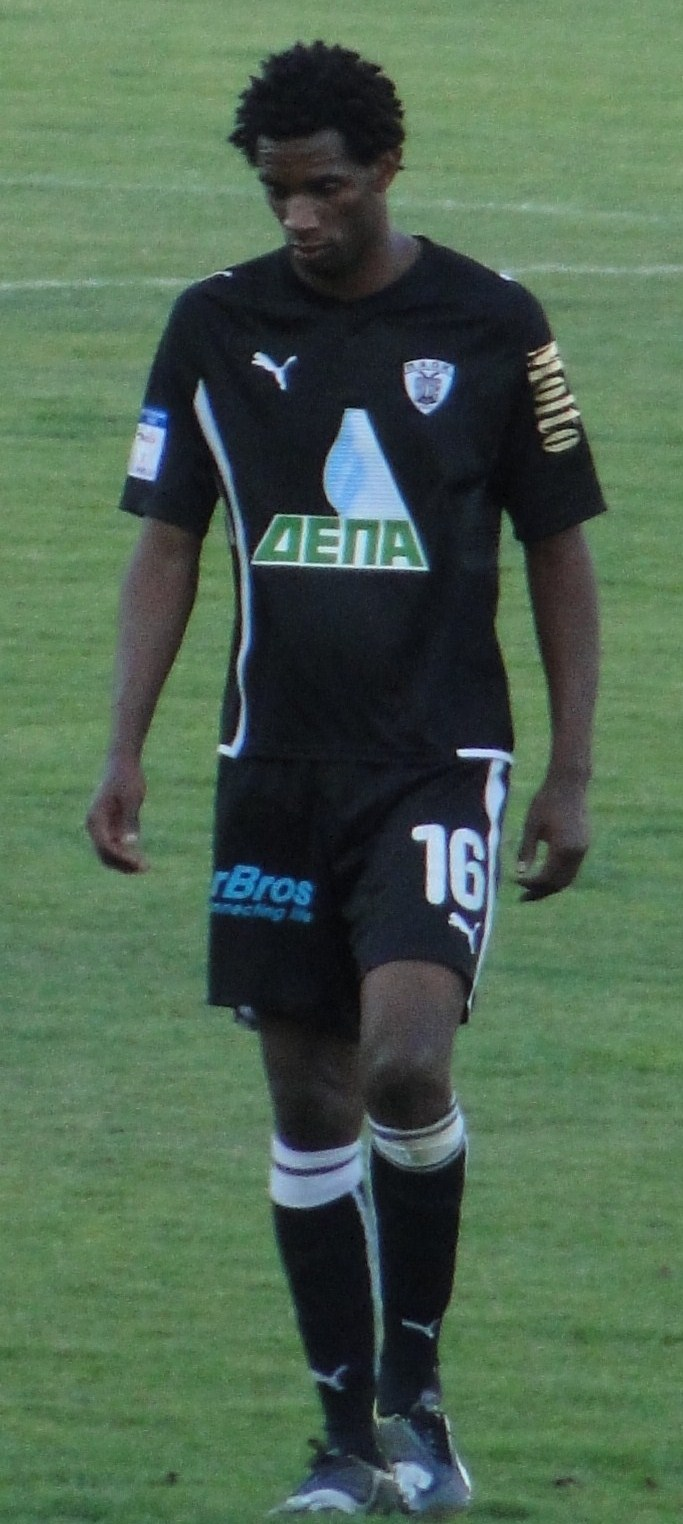
Ліно

### Інвестиції Івана Саввіді
У 2012 році контрольний пакет акцій придбав Іван Саввіді і ΠΑΟΚ перегорнув сторінку своєї історії. Власник клубу вперше зацікавився купівлею «Двоголового» 2006 році і через шість років повернувся, щоб інвестувати в ПАОК. Переговори і зустрічі зайняли приблизно п'ять місяців і у серпні 2012 року Саввіді став головним акціонером ΠΑΟΚ. Саввіді став активно залучати як футбольних функціонерів, раніше знайомих йому по російському футболу (радником з розвитку та спорту став колишній гендиректор «Анжі» Герман Чистяков)
Новий власник клубу зберіг на посаді президента Зісіса Врізаса, який змінив Теодороса Загоракіса, вирішив всі фінансові питання ПАОКа і паралельно з цим підсилив команду такими футболістами, як Костас Кацураніс, Звонимир Вукич, Александрос Ціоліс, Мирослав Стох, Бібрас Натхо, Йоргос Цавелас. Поряд з цим, після багатьох років систематичної роботи з секцій академії клубу вийшли такі таланти, як Стеліос Кіціу, Дімітріс Константінідіс, Ергіс Каце, Фаніс Цандаріс, Ефтіміс Кулуріс, Стеліос Позоглу, Панайотіс Деліяннідіс, Кірьякос Саввідіс.
Перший сезон після приходу Івана Саввіді ΠΑΟΚ почав під керівництвом тренера Йоргоса Доніса, а завершив його з Йоргосом Георгіадісом, який вивів команду до відбіркової стадії Ліги чемпіонів. Влітку 2013 року тренерський місток «Двоголового» зайняв голландець Губ Стевенс і в команду прийшли такі футболісти як Мирослав Стох, Лукас Перес, Дзиоліс, Йоргос Цавелас, Мігель Вітор, Скондрас, а взимку склад поповнили Натхо, Хуан Інсаурральде, Хедвігес Мадуро і Мартен Мартенс. У матчах плей-оф Ліги чемпіонів команда поступилася «Шальке 04», але потім без поразок пройшла груповий етап Ліги Європи. ΠΑΟΚ встановив рекорд турніру за кількістю безпрограшних матчів на виїзді в груповому турнірі, Стеліос Позоглу, який забив гол у ворота «АЗ Алкмара», став третім наймолодшим голеадором в історії Ліги Європи, а Дімітріс Салпінгідіс зайняв третє місце за кількістю зіграних поєдинків у турнірі.
У внутрішньому чемпіонаті ПАОК знову фінішував під керівництвом Йоргоса Георгіадиса і зумів вийти у фінал Кубка, де програв 4:1 «Панатінаїкос». Другий рік поспіль ΠΑΟΚ завершив основний чемпіонат на другому місці, і лідирував в плей-оф. Однак згідно з рішенням федерації футболу ПАОК був оштрафований на три очки в плей-оф за порушення, які були зафіксовані з боку «Двоголового» в матчі Кубку Греції. Так була втрачена можливість знову опинитися в найпрестижнішому клубному турнірі.
Літо 2014 року ознаменувався приходом на тренерський місток — вже в четвертий раз — Ангелоса Анастасіадіса. Команду підсилили Роберт Мак, Факундо Перейра, Рікарду Кошта, Крістіан Нобоа, а більший акцент був зроблений на виховання наступного покоління «Двоголового», яке є важливою главою в історії клубу. Вперше за останні роки ΠΑΟΚ боровся за чемпіонський титул до початку другого кола, коли він і покинув вершину турнірної таблиці. Низка поганих результатів призвела до зміни тренерського штабу і Йоргос Георгіадіс в третій раз поспіль очолив команду з метою вивести її у відбірковий раунд Ліги чемпіонів.
18 червня 2015 року хорват Ігор Тудор був прийнятий на роботу як новий тренер клубу, підписавши контракт на три роки, але вже в березні 2016 року він був замінений на тренера молодіжної команди серба Владимира Івича, який виграв з командою п'ятий кубок Греції у сезоні 2016/17.

## Керівництво клубу
З 2008 року посаду президента клубу посідає колишній капітан національної збірної Греції, в тому числі на Чемпіонаті Європи 2004 року, — Теодорос Загоракіс, рекордсмен збірної за кількістю проведених матчів. Технічний директор клубу — Зісіс Врізас, грецький футболіст, чемпіон Європи 2004 року.
В сезоні 2010—2011 у команди неодноразово змінювався наставник: португальця Фернанду Сантуша 2010 року замінив італієць Маріо Беретта. Невдовзі і він був замінений греком Павлосом Дерміцакісом, звільнений з посади у жовтні 2010 року. Тимчасовим головним тренером призначили Іоакіма Хавоса (відоміший як Макіс Хавос), одного із зіркових колишніх гравців ПАОКа. Із ним клуб здобув кілька впевнених перемог в національному чемпіонаті, і з Хавосом був укладений контракт.
В серпні 2012року новим головним акціонером ПАОК після інвестування 12 мільйонів, 2 з яких були передані клубу як кредит у травні 2012 року, став російський бізнесмен Саввіді Іван Гнатович.

## Зарезервовані номери гравців
У ПАОКа назавжди зарезервовані номери гравців в команді:
12 — в шану вболівальникам клубу;
18 — на знак вшанування пам'яті Панайотіса Кацуріса, гравця ПАОКа, що трагічно загинув в авіакатастрофі 1998 року у віці 21 року.

## Досягнення
- Чемпіон Греції (4): 1976, 1985, 2019, 2024.

- Володар Кубка Греції (8): 1972, 1974, 2001, 2003, 2017,[11] 2018, 2019, 2021

## Поточний склад
Станом на 29 травня 2025
| №  | Поз. | Нац.     | Гравець             |
| -- | ---- | -------- | ------------------- |
| 1  | ВР   | Чехія    | Їржі Павленка       |
| 2  | ПЗ   | Гвінея   | Маді Камара         |
| 4  | ПЗ   | Перу     | Серхіо Пенья        |
| 5  | ЗХ   | Греція   | Янніс Міхайлідіс    |
| 6  | ЗХ   | Хорватія | Деян Ловрен         |
| 7  | ПЗ   | Греція   | Янніс Константеліас |
| 9  | НП   | Росія    | Федір Чалов         |
| 10 | ПЗ   | Австрія  | Томас Мург          |
| 11 | ПЗ   | Бразилія | Тайсон              |
| 14 | ПЗ   | Сербія   | Андрія Живкович     |
| 16 | ЗХ   | Польща   | Томаш Кендзьора     |
| 19 | ЗХ   | Іспанія  | Хонні               |
| 21 | ЗХ   | Гана     | Абдул Рахман Баба   |
| 22 | ПЗ   | Австрія  | Штефан Шваб         |

| №  | Поз. | Нац.     | Гравець                |
| -- | ---- | -------- | ---------------------- |
| 23 | ЗХ   | Іспанія  | Хоан Састре Ванрель    |
| 25 | ЗХ   | Греція   | Константінос Туміаніс  |
| 27 | ПЗ   | Росія    | Магомед Оздоєв         |
| 28 | ЗХ   | Польща   | Матеуш В'єтеска        |
| 34 | НП   | Марокко  | Тарік Тіссудалі        |
| 42 | ВР   | Хорватія | Домінік Котарський     |
| 47 | ПЗ   | Англія   | Шола Шортайр           |
| 54 | ВР   | Греція   | Константінос Баломенос |
| 55 | ПЗ   | Греція   | Лефтеріс Лірацис       |
| 77 | ПЗ   | Болгарія | Кирил Десподов         |
| 80 | ПЗ   | Греція   | Дімітриос Пелкас       |
| 82 | ПЗ   | Франція  | Суаліхо Мейте          |
| 99 | ВР   | Греція   | Антоніс Ціфтсіс        |

## Відомі гравці
- Теодорос Загоракіс
- Спірос Марангос
- Стільянос Венетідіс
- Константінос Халкіас
- Дімітріс Салпінгідіс
- Стеліос Малезас
- Зісіс Врізас

Інші країни
- Андрій Чернишов
- Омарі Тетрадзе
- Хоссам Хассан
- Пабло Контрерас
- Горан Гавранчич
- Віорел Фрунзе